# Clypeaster virescens
Clypeaster virescens is een zee-egel uit de familie Clypeasteridae.
De wetenschappelijke naam van de soort werd in 1885 gepubliceerd door Ludwig Döderlein.